# Amphiesma sieboldii
Amphiesma sieboldii este o specie de șerpi din genul Amphiesma, familia Colubridae, descrisă de Günther 1860. Conform Catalogue of Life specia Amphiesma sieboldii nu are subspecii cunoscute.